# Tulare County
Tulare County är ett county i den centrala delen av delstaten Kalifornien i USA. Tulare County grundades år 1850. År 2010 hade Tulare totalt 442 179 invånare. Den administrativa huvudorten (county seat) är Visalia. 
Del av Kings Canyon nationalpark och Sequoia nationalpark ligger i countyt. 

## Geografi
Enligt United States Census Bureau har countyt en total area på 12 533 km². 12 494 km² av den arean är land och 39 km² är vatten.

### Angränsande countyn
- Fresno County - nord
- Inyo County - öst
- Kern County - syd
- Kings County - väst